# Caproni AP.1
El Caproni Bergamaschi AP.1 fue un avión de ataque monoplano diseñado por el ingeniero aeronáutico Cesare Pallavicino, y producido por la firma Cantieri Aeronautici Bergamaschi, una subsidiaria del grupo Caproni en la década de 1930. Utilizado principalmente por la Regia Aeronautica en el papel de avión de asalto, participó en la Guerra civil española en pequeño número; fue exportado en pequeñas cantidades y utilizado por la aviación militar de El Salvador y Paraguay.

## Diseño y desarrollo

### Antecedentes
A principios de los años treinta, la Regia Aeronautica consideró la necesidad de un aeroplano que pudiera realizar ataques precisos sobre objetivos terrestres y el perfil trazado requería, por tanto, velocidad y buen armamento, con versatilidad de instalaciones. Fueron estos requisitos para un avión de apoyo directo de tropas los que se presentaron a principios de la década de 1930 de la mano del coronel Amedeo Mecozzi (teórico militar acreditado como el padre fundador de la doctrina de la "fuerza aérea de ataque", que lo convirtió en un fuerte oponente a las teorías del general Giulio Douhet). Además de los ataques de asalto contra la infantería y su equipo, el avión debía tener un potente armamento, así como capacidad de bombardeo en picado, a efectos de destruir almacenes y nudos de comunicación enemigos.
Oficialmente, los términos y especificaciones se emitieron en 1933. El desarrollo del primer avión italiano especializado de ataque estuvo a cargo del talentoso diseñador aeronáutico Cesare Palavicino, que anteriormente había trabajado para la firma Breda, para ingresar posteriormente en la compañía Caproni. Su primer proyecto fue un monoplano monomotor con dos tripulantes y armamento ligero.

### Desarrollo
Posteriormente, dicho proyecto fue rediseñado y, para cuando se realizaron los planos de trabajo, el futuro avión de ataque AP.1 (Assalto Pallavicino) tenía el siguiente diseño y componentes estructurales. Se trataba de un monoplano de ala baja cantiléver (en voladizo), el fuselaje, de construcción mixta, estaba construido a base de tubos soldados de acero al cromo-molibdeno y revestido con contrachapado de madera y tela. La tripulación se redujo a un piloto, cuya cabina abierta se elevó ligeramente para proporcionar mejor visibilidad. El ala, de dos largueros, también estaba construida en metal con revestimiento de contrachapado, así como la cola. Aunque se suponía que era un bombardeo "en picado", no se proporcionó ninguna mecanización adicional de los planos (aerofrenos, etc.). Se eligió un motor radial Piaggio P.IX RC de 9 cilindros con una potencia de 600 hp con carenado tipo Magni y hélice bipala de paso constante. La carga máxima de bombas era de 400 kg, entibadas en un compartimiento interior; el armamento inicialmente proyectado consistía en dos ametralladoras Breda-SAFAT de 7,7 mm, que fueron instaladas en los grandes carenados "tipo pantalón" del tren de aterrizaje principal; sin embargo, más tarde, se consideró este armamento insuficiente para su cometido y fue reemplazado por dos armas de calibre 12,7 mm instaladas en las raíces alares.
A mediados de 1933 el Ministero dell'aeronautica firmó un contrato para la construcción de dos prototipos (registrados MM.242 y MM.243), destinados a realizar pruebas exhaustivas, que fueron terminadas en abril y mayo de 1934 respectivamente; la designación del avión de ataque, según el registro interno de la compañía, fue Ca.301. El prototipo AP.1 voló por primera vez el 27 de abril de 1934, el segundo, el 18 de mayo. Las pruebas militares de servicio de ambos se completaron en febrero de 1935 en el aeródromo de Monticello sin detectarse problemas importantes. Los principales requisitos de la Regia Aeronautica se redujeron a solicitar mejoras en el ala (la envergadura tuvo que aumentarse en 1,01 m, lo que resultó en un aumento del área en 3,01 m²) y la instalación de un puesto posterior de artillero como protección contra ataques por detrás. Además, se decidió instalar el motor Piaggio P.IX RC.40, más potente, carenado con un anillo Townend, y eliminar los voluminosos carenados del tren de aterrizaje, pasando a instalar las armas en las raíces alares. Después de las mejoras, la designación cambió a Ca.305 (AP.1bis).
El ministerio, en abril de 1935, emitió una orden para la producción de doce aviones de la primera serie (Ca.305); los trabajos y cambios adicionales realizados en el prototipo de esta serie condujeron a la creación de la variante Ca.307, propulsada con el motor Alfa Romeo 125 RC.35 con una potencia nominal de 485 kW (650 hp) a 3500 m (11 500 pies), con cubierta NACA. En marzo de 1936, se emitió una orden para la construcción de una segunda serie de veintisiete ejemplares (Ca.307). Estos recibieron nuevos motores Alfa Romeo 126 RC.34 con una potencia de 507-582 kW (680-780 hp), protegido por un nuevo capó troncocónico y equipado con una hélice tripala; como parte de las pruebas, se instaló a título experimental un tren de esquíes en uno de los prototipos Ca.305.
Se dio prioridad a alcanzar la máxima velocidad de vuelo. Para ello, Pallavicino tuvo que abandonar la idea de instalar blindajes en el avión, ya que de lo contrario las prestaciones de velocidad disminuirían inevitablemente. Aunque el diseño del AP.1 permitía la instalación de placas de blindaje ligeras para proteger al piloto, en realidad ningún avión las recibió. Entonces se creía que el fuego desde tierra a un avión de vuelo rápido sería ineficaz, y, por lo tanto, no necesitaba blindaje. La prueba de que esta teoría era totalmente errónea se comprobó dos años después en España, pero en ese momento pocos pensaban en ello.

## Historia operacional
El Caproni AP.1 equipó un total de cuatro Gruppo, con ocho Squadriglia, de los 5.º y 50.º Stormo Assalto de la Regia Aeronautica. En operación, los aviones de ataque Ca.305 y Ca.307 no destacaron en nada especial; la aeronave, si bien correspondía a las especificaciones emitidas, en realidad presentaba bajas características de vuelo; por lo que sus mediocres prestaciones llevaron a su rápido reemplazo por los modelos Ba.64 y Ba.65. En 1941, tres aviones (MM.75301, MM.75312 y MM.75313) todavía estaban en operación como parte del 1° Nucleo Addestramento Tuffatori, volaron poco y finalmente fueron dados de baja el 30 de marzo de 1942.
La República de El Salvador compró cuatro ejemplares en 1938 para su uso en la Escuadrilla de Caza de la aviación militar salvadoreña, en respuesta a la compra de North American NA-16 por parte de su vecino Honduras. Se suministró un nuevo avión sin coste adicional, como reemplazo de un avión que se estrelló durante una exhibición aérea realizada por un piloto de pruebas italiano para celebrar la entrega de los AP.1. Al principio, los AP.1  demostraron ser populares en servicio y, después de la entrada de El Salvador en la Segunda Guerra Mundial en diciembre de 1941, se utilizaron para realizar patrullas antisubmarinas a lo largo de la costa del país. La ausencia de repuestos para los motores de las aeronaves y daños en la estructura de madera por las condiciones tropicales limitaron su capacidad de servicio a partir de 1943, por lo que fueron dados de baja en diciembre de 1944.
En 1937, Paraguay realizó un pedido de 22 AP.1 (18 aviones terrestres y 4 hidroaviones) como parte de un programa de reequipamiento después del final de la Guerra del Chaco; sin embargo, debido a la difícil situación con el suministro de nuevos equipos para su propio país, la mayor parte de los Ca.307 fue requisada para las necesidades de la Regia Aeronautica. Solo siete aviones fueron enviados a Paraguay, mientras que los diez restantes recibieron números militares MM.75300-MM.75309. Para guardar las apariencias, incluso emitieron una orden oficial para ellos y luego los enviaron a España durante la guerra civil, donde estaba previsto realizar sus pruebas de combate. Durante la campaña catalana, los aviones de ataque formaron parte del Grupo 32 en el invierno de 1938-1939, aunque al parecer solo fueron utilizados como aviones de entrenamiento. Los cuatro hidroaviones de ataque tampoco llegaron al Paraguay; fueron construidos de acuerdo con el contrato italiano No.4020, recibiendo los números MM.75310 al MM.75313. Los aviones fueron transferidos a la Scuola di Aviazione Navale donde fueron utilizados para entrenar pilotos en técnicas de bombardeo en picado. Los AP.1 paraguayos entraron en servicio en 1939, y tres aviones que permanecían en servicio durante la Guerra civil paraguaya de 1947, realizaron algunas misiones de reconocimiento y ataque terrestre contra las fuerzas rebeldes. Fueron retirados del servicio en 1949.
Entre octubre y diciembre de 1938 llegan a España diez unidades de Ca.308 (las diez retenidas del pedido paraguayo), que rápidamente fue apodado "Apio". Fueron destinados a la Escuela de Caza de Villanubla primero, pasando posteriormente a Reus y Morón. Identificados con las marcas 32-1 al 32-10, en 1945 se les asignó la nueva identificación ES.4 (de Enseñanza Superior). Al parecer, volaron hasta mediados de 1948.

## Variantes
Referencias: airwar.ru.
Ca.301 (AP.1)
Dos prototipos de caza monoplaza (MM.242 y MM.243); motor Piaggio Stella P.IX RCP.2.
Ca.305 (AP.1bis)
Versión inicial de producción de avión de ataque biplaza, con motor Piaggio P.IX RC.40; 12 construidos.
Ca.307
Segunda versión de producción; motor Alfa Romeo 125 RC.35 (el prototipo), 27 aviones construidos con motor Alfa Romeo 126 RC.34.
Ca.308
Siete aviones vendidos a Paraguay y cinco a El Salvador, diez enviados a España con la Aviación Nacional.

## Operadores
El Salvador
- Fuerza Aérea Salvadoreña

 España
- Aviación Nacional

 Reino de Italia
- Regia Aeronautica

 Paraguay
- Aviación Militar Paraguaya

## Especificaciones (prototipo Ca.307)
Referencia datos: Enciclopedia Ilustrada de la Aviación Vol.4, pág 1040, Editorial Delta. Barcelona 1982 ISBN 84-85822-48-X

### Características generales
- Tripulación: Dos (piloto y artillero)
- Longitud: 8,9 m (29,2 ft)
- Envergadura: 13 m (42,7 ft)
- Altura: 3 m (10 ft)
- Superficie alar: 24 m² (258,3 ft²)
- Peso vacío: 1600 kg (3526,4 lb)
- Peso cargado: 2230 kg (4914,9 lb)
- Peso máximo al despegue: 2745 kg (6050 lb)
- Planta motriz: 1× radial de nueve cilindros refrigerado por aire Alfa Romeo 125 RC.35.
  - Potencia: 485 kW (669 HP; 660 CV) a 3500 m (11 500 pies)

### Rendimiento
- Velocidad nunca excedida (Vne): 355 km/h (221 MPH; 192 kt)
- Velocidad máxima operativa (Vno): 347 km/h (216 MPH; 187 kt)
- Alcance: 1100 km (594 nmi; 684 mi)
- Techo de vuelo: 8100 m (26 575 ft) (5800 m de techo práctico)

### Armamento
- Ametralladoras: 

  - 3x Breda-SAFAT de 7,7 mm
- Bombas: 400 kg

## Aeronaves relacionadas

### Aeronaves similares
- Blohm & Voss Ha 137
- Curtiss A-12 Shrike
- Breda Ba.64
- Aichi D1A
- Hawker Hartebeest

### Secuencias de designación
- Secuencia Ca._ (interna de Caproni): PL.3 - PS.1 - AP.1 - Ca.135 - Ca.301 - Ca.302 - Ca.303 - Ca.304 - Ca.305 - Ca.306 - Ca.307 - Ca.308 - Ca.308 Borea - Ca.309 - Ca.310 →
- Secuencia Numérica (Aeronaves del Ejército del Aire español, 1939-1945): ← 30 (XVIII) - 31 (I) - 31 (II) - 32 - 33 - 35 - 36 →
- Secuencia ES._ (Aeronaves de Escuela Superior del Ejército del Aire español, 1945-1954): ES.1 - ES.2 - ES.3 - ES.4 - ES.5 - ES.6 - ES.7 →